# Nina & Frederik

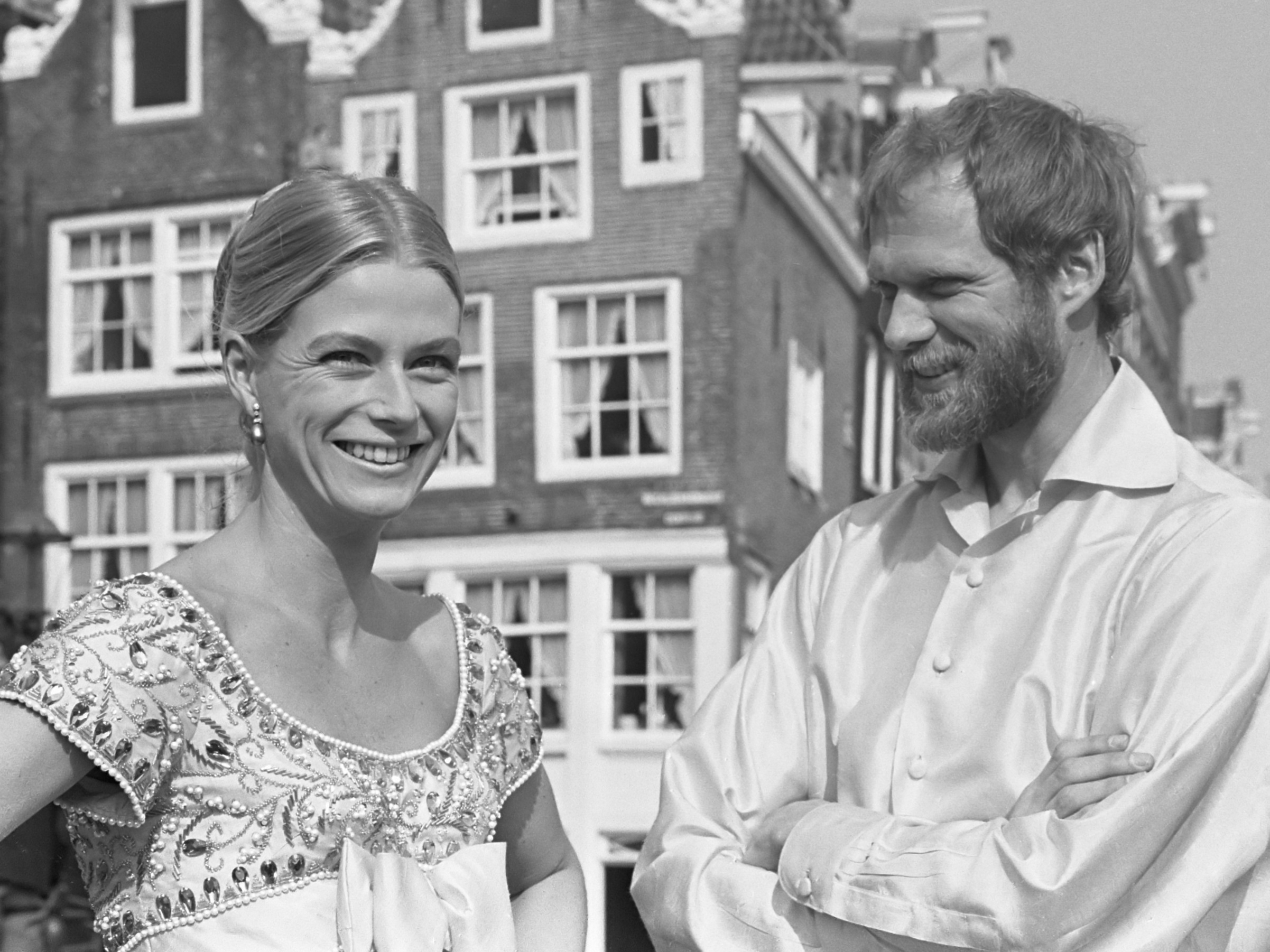
Nina & Frederik (1967)

Nina & Frederik, auch Nina & Frederick, waren ein dänisch-niederländisches Gesangs-Duo, das von 1957 bis 1969 existierte. Es bestand aus der Sängerin und Schauspielerin Nina van Pallandt (* 1932) und ihrem Ehemann Baron Frederik van Pallandt (1934–1994).

## Karriere
Nina Møller und Frederik von Pallandt kannten sich bereits seit Kindertagen aus Kopenhagen. Sie verloren sich während ihrer Schul- und Studienzeit aus den Augen, trafen aber 1957 wieder aufeinander und wurden sowohl privat als auch musikalisch ein Paar.
1959 war das Paar mit einer Neuaufnahme des Weihnachtsliedes Mary’s Boy Child in den britischen Charts erfolgreich. Mit ihrem Folk- und Easy-Listeningstil, sowie Calypso-Gesangstiteln, erreichten sie weltweite Popularität. Zu den bekannteren Titeln gehören unter anderem Listen to the Ocean, Sucu, Sucu und Little Donkey. Einen ersten Auftritt in einem deutschen Film hatte das Duo noch 1959 in Mandolinen und Mondschein von Regisseur Hans Deppe.
Das Paar heiratete 1960 und veröffentlichte bis Mitte der 1960er-Jahre zahlreiche Singles und Alben. 1966 wurde auch ein Konzertmitschnitt aus der Royal Albert Hall veröffentlicht. 1969 trennte sich das Paar und Nina van Pallandt konzertierte sich auf eine Film- und Fernsehkarriere.
Die Ehe von Nina und Frederik van Pallandt wurde 1976 geschieden. Nach der Scheidung war Nina in der zweiten Hälfte der siebziger Jahre kurze Zeit mit dem südafrikanischen Satiriker Robert Kirby verheiratet.
Das Leben von Frederik van Palandt endete tragisch. Er ließ sich auf den Philippinen nieder und geriet in Verstrickungen mit australischen Drogenkriminellen, für die er Boottransporte organisierte. Bei einem Transport wurde er im Mai 1994 von Flusspiraten erschossen.

## Diskografie

### Alben
- 1960: Nina & Frederik
- 1966: An Evening with Nina & Frederik - At Royal Albert Hall (live, aufgenommen am 23. April 1966)

### Singles
- 1959: Jamaica Farewell/Come Back Liza[6]
- 1959: Mandolinen und Mondschein/Ich träum von einem kleinen Haus (in Mandolinen und Mondschein)
- 1959: Mary’s Boy Child
- 1960: Little Donkey
- 1960: Listen to the Ocean/Me Pet Parakeet
- 1961: Sucu-Sucu
- 1962: Maladie d’amour (in Der verkaufte Großvater)
- 1963: Rund ist die Welt

## Belege
1. 1 2  Chartquellen: DE UK DK
2. ↑  Klappentext auf Debüt-LP.
3. ↑  Obituary: Frederik van Pallandt. 23. Oktober 2011, abgerufen am 31. Januar 2024 (englisch).
4. ↑  Sydney Morning Herald, 16. Dezember 2006, Drug tsar uses silence in fight to keep villa
5. ↑  Obituary: Frederik van Pallandt. 23. Oktober 2011, abgerufen am 6. April 2021 (englisch).
6. ↑  Variante: Come Back, Liza c/w Happy Days (Metronome Records Denmark, o. J.)